# Вецумниекский край
Ве́цумниекский край (латыш. Vecumnieku novads) — бывшая административно-территориальная единица на юге Латвии, в области Земгале. Край состоял из шести волостей, центром края являлось село Вецумниеки.
Площадь края составляла 844 км². Граничил с Бауским, Иецавским, Балдонским, Кегумским, Яунелгавским, Неретским краями и Паневежским уездом Литвы.
Край был образован 1 июля 2009 года из частей упразднённых Бауского и Айзкраукльского районов.
В 2021 году в результате новой административно-территориальной реформы Вецумниекский край был упразднён.

## Население
Население на 1 января 2010 года составляло 9708 человек.
Национальный состав населения края по итогам переписи населения Латвии 2011 года был распределён таким образом:
| Национальность | Численность, чел. (2011) | %        |
| -------------- | ------------------------ | -------- |
| Латыши         | 7221                     | 82,19 %  |
| Русские        | 629                      | 7,16 %   |
| Белорусы       | 181                      | 2,06 %   |
| Украинцы       | 109                      | 1,24 %   |
| Поляки         | 84                       | 0,96 %   |
| Литовцы        | 487                      | 5,54 %   |
| Другие         | 75                       | 0,85 %   |
| всего          | 8786                     | 100,00 % |

## Территориальное деление
- Барбельская волость (латыш. Bārbeles pagasts, центр — Барбеле)
- Валленская волость (латыш. Valles pagasts, центр — Валле)
- Вецумниекская волость (латыш. Vecumnieku pagasts, центр — Вецумниеки)
- Курменская волость (латыш. Kurmenes pagasts, центр — Курмене)
- Скайсткалнская волость (латыш. Skaistkalnes pagasts, центр — Скайсткалне)
- Стелпская волость (латыш. Stelpes pagasts, центр — Стелпе)